# Aaron Levarity
Aaron Levarity (Freeport, 16 aprile 1997) è un cestista bahamense.